# Cuidado!
Cuidado! é o quarto álbum solo do músico brasileiro Lobão sendo lançado em 1988 pela gravadora RCA Victor (atual RCA Records). Neste álbum, o roqueiro contou com a participação da percussão da Estação Primeira de Mangueira.

## Faixas
| N.º | Título                                                | Compositor(es)                                        | Duração |  |
| 1.  | "Cuidado!"                                            | Lobão/Bernardo Vilhena/Ivo Meirelles                  | 3:23    |  |
| 2.  | "O Eleito"                                            | Lobão/Bernardo Vilhena                                | 3:38    |  |
| 3.  | "É Tudo Pose"                                         | Lobão/Bernardo Vilhena/Ivo Meirelles                  | 3:08    |  |
| 4.  | "Tara Tara (Amor Fatal)"                              | Lobão/Bernardo Vilhena                                | 2:31    |  |
| 5.  | "Esfinge de Estilhaços"                               | Lobão                                                 | 3:43    |  |
| 6.  | "Por Tudo que For"                                    | Lobão/Bernardo Vilhena                                | 4:04    |  |
| 7.  | "Síndrome de Brega"                                   | Lobão/Daniele Daumerie/Bernardo Vilhena/Ivo Meirelles | 4:01    |  |
| 8.  | "No Money, No Change, No Chance (Balada do 3º Mundo)" | Lobão/Bernardo Vilhena                                | 3:17    |  |
| 9.  | "Pobre Deus"                                          | Lobão                                                 | 3:04    |  |

## Créditos
- Lobão - vocal e guitarra base
- Nani Dias - guitarra solo e base
- Rodrigo Santos - baixo
- Kadu Menezes - bateria
- Jaques Morelenbaum - violoncelo
- Sérgio Serra - guitarra solo
- Edgard Scandurra - guitarra solo
- Zé da Gaita - gaita
- Aílton - cuíca
- Elton - tamborim
- Bira Show - tamborim
- Alcir Explosão - percussão
- José Luiz Segneri - saxofone
- Ivo Meirelles - letras, guitarra e backing vocals
- Daniele Daumerie - letras
- Bernado Vilhena - guitarra de apoio